# Yangebup
Yangebup är en del av en befolkad plats i Australien. Den ligger i kommunen City of Cockburn och delstaten Western Australia, omkring 19 kilometer söder om delstatshuvudstaden Perth. Antalet invånare är 6 089.
Runt Yangebup är det tätbefolkat, med 383 invånare per kvadratkilometer.. Närmaste större samhälle är Perth, omkring 19 kilometer norr om Yangebup. 
Runt Yangebup är det i huvudsak tätbebyggt. Genomsnittlig årsnederbörd är 1 018 millimeter. Den regnigaste månaden är maj, med i genomsnitt 176 mm nederbörd, och den torraste är februari, med 9 mm nederbörd.